# José Camiña Beraza

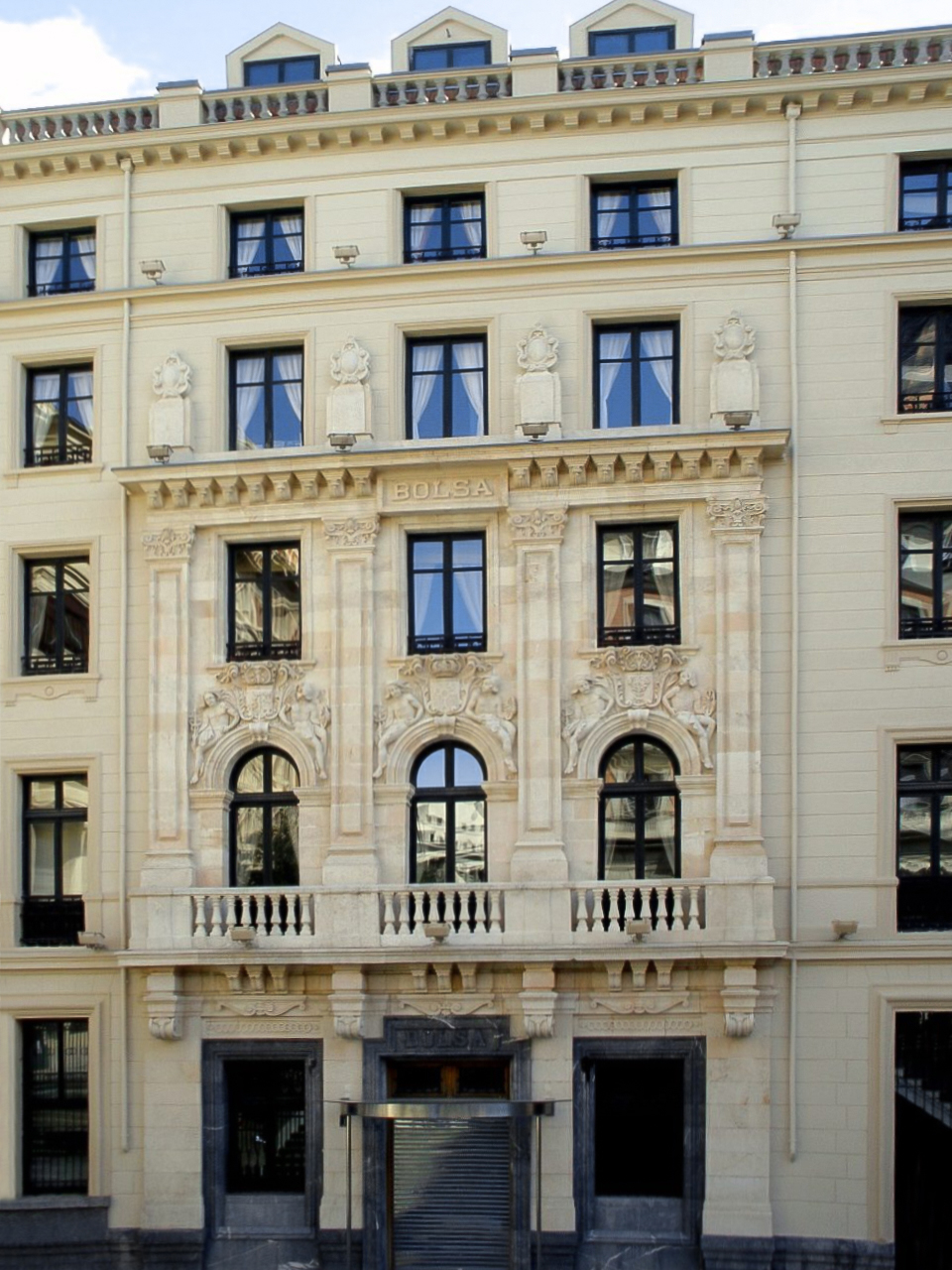
Edificio de la Bolsa de Bilbao, de la que José fue síndico presidente desde 1931 hasta 1934

José Camiña Beraza (Bilbao, 16 de octubre de 1878-) fue un financiero y político español.

## Biografía
Nació en el seno de una familia de comerciantes. Fue su padre José María Camiña y su madre Nemesia Beraza. Tuvo al menos cuatro hermanos: Luis, Consuelo, Mario Camiña Beraza, arquitecto que construyó en estilo modernista; y Ramón, médico, que llegaría a ser presidente de honor de la Academia de Ciencias Médicas de Bilbao.
José estudio la carrera de Filosofía y Letras en la Universidad de Salamanca obteniendo la licencitatura en 1896. Tres años después se licenciaría también en Derecho en esa universidad. Fue también Perito Mercantil y, en 1901, comenzó su carrera de corredor de Comercio en Bilbao. Cinco años después, en 1906, se convirtió en agente de cambio y bolsa.
En esta última condición sería elegido síndico de la Bolsa de Bilbao en 1931, ejerciendo este cargo hasta el año 1934. 
Miembro del Partido Nacionalista Vasco, llegó a ser miembro de su Comisión de Hacienda. Asimismo fue miembro de la Asociación Católica de Propagandistas y de la Asociación Vasca de Acción Social Cristiana (AVASC). Fue redactor de la revista Hermes en que participarían otros importantes personajes de la época como: José Ortega y Gasset, Pío Baroja, Margarita Nelken, Ramiro de Maeztu, Aureliano de Beruete, Ramón de Olascoaga, o Juan de Allendesalazar. Mantuvo correspondencia con el filósofo francés Jacques Maritain.
Durante la guerra civil española y antes de la toma de Bilbao el 17 de junio de 1937 por las tropas sublevadas, se exilió en la localidad de San Juan de Luz en una casa llamada Subiburu. En esta residencia llegó a albergar al sacerdote Alberto Onaindía que representó al P.N.V. durante las negociaciones previas a la toma de Bilbao.
Tras el final de la guerra civil española, el 25 de septiembre de 1939, fue condenado a una sanción económica de un 1.100.000 pesetas por parte del Tribunal Regional de Responsabilidades Políticas de Bilbao. Sería indultado por Francisco Franco el 1 de julio de 1949.
Contrajo matrimonio con N Uribe. Entre sus hijos se encuentran José María y Ramón Camiña Uribe.
Tras su muerte fue enterrado en el cementerio de Derio, en la capilla sepulcral familiar diseñada por su hermano Mario.

## En la cultura
Su figura fue objeto un relato, José Camiña, escrito por Inés Leonor Camiña. Este relato fue ganador del Premio Eugenio Carbajal en su edición de 2018.